# Gdzie serce twoje
Gdzie serce twoje (tytuł oryg. Where the Heart Is) – amerykański film fabularny z 2000 roku w reżyserii Matta Williamsa. Film powstał na podstawie powieści Tu, gdzie jest serce Billie Letts.

## Obsada
- Natalie Portman: Novalee Nation
- Stockard Channing: Thelma Husband
- Joan Cusack: Ruth Meyers
- James Frain: Forney Hall
- Ray Prewitt: Tim
- Dylan Bruno: Willy Jack Pickens
- Laura House: Nicki
- Sally Field: Mama Lil
- Karey Green: Rhonda
- Mary Ashleigh Green: dziewczyna w łazience
- Richard Andrew Jones: Pan Sprock
- Keith David: Moses Whitecotten
- Dennis Letts: szeryf
- Laura Auldridge: zastępca kierownika w Wal-Mart
- Todd Lowe: Troy
- Kinna McInroe: pracownik w Wal-Mart
- Gabriel Folse: policjant
- Cody Linley: Brownie Coop
- Angee Hughes: kobieta
- Uma Thurman: Daphne
- Ashley Judd: Lexie Coop

## Fabuła
Nastoletnia Novalee Nation spodziewa się dziecka. Wraz ze swoim chłopakiem, Willym Jackiem Pickensem, podróżuje do Kalifornii. Podczas postoju w niewielkim miasteczku w Oklahomie, kiedy mają zrobić zakupy, jej chłopak porzuca ją w hipermarkecie Wal-Mart. Novalee, nie mając gdzie się podziać, postanawia spędzać noce w hipermarkecie a dnie w parku. Trwa to sześć tygodni. Los sprawia, że spotyka siostrę Husband, leczącą się alkoholiczkę, oraz Forneya, miejskiego bibliotekarza i odludka, który opiekuje się chorą siostrą. Forney, idąc za Novalee, widzi, jak dziewczyna wślizguje się do Wal-Martu. Tej nocy rozpętuje się burza, a Novalee zaczyna rodzić. Forney, przeczuwając, że coś jest nie tak, wskakuje przez okno do hipermarketu. Pomaga jej przy porodzie. Wskutek nagłośnienia przez media okoliczności porodu, młoda mama i jej noworodek stają się sławne. Nowo narodzone dziecko otrzymuje charakterystyczne imię Americus. Ojciec dziecka przebywa w tym czasie w więzieniu, a po w wyjściu z niego nie szuka Novalee i dziecka; próbuje robić karierę jako piosenkarz.
Novalee występuje w telewizji, po czym niektórzy widzowie przysyłają do niej listy, głównie ze słowami otuchy, jednak także nieprzyjazne. Prezes Wal-Martu przesyła jej pięćset dolarów. W czasie pobytu w szpitalu, Novalee zaprzyjaźnia się z Lexie Coop, pielęgniarką. W szpitalu dziewczynę odwiedza długo niewidziana matka, która w przeszłości ją zaniedbywała. Matka kradnie jej pieniądze podarowane przez prezesa Wal-Martu pod pozorem poszukania dla niej mieszkania. Zawiedziona tym wydarzeniem Novalee nie wie, co z sobą i dzieckiem zrobić, jednak przyjmuje ich do swojego domu siostra Husband. Novelee i Americus otoczone zostają ciepłem i miłością przyjaciół. Forney skrycie podkochuje się w Novalee, jest też bardzo oddany jej i dziecku.
Bohaterka dostaje pracę w Wal-Marcie. Dziewczyna dąży do wymarzonego celu – zostania profesjonalnym fotografem. Kilka lat później, gdy miasto niespodziewanie nawiedza tornado, ginie siostra Husband. Pozostawia Novalee w spadku swoją ziemię, ubezpieczenie i kapitał. Dziewczyna odbudowuje zniszczony dom i przyjmuje pod swój dach będącą, po raz kolejny, w tarapatach Lexie wraz z jej dziećmi. Po śmierci siostry Forneya, bohaterka spędza z nim jedną noc. On jest w niej zakochany, lecz ona twierdzi, że nie odwzajemnia tych uczuć. Rozgoryczony bibliotekarz jedzie na wschód, by dokończyć wszczęte przed laty studia.
Novalee wygrywa konkurs fotograficzny. Dowiaduje się, że Willy Jack, będąc pod wpływem alkoholu i narkotyków, stracił nogi w wypadku kolejowym. Odwiedza go w szpitalu, a on stwierdza, że żałuje swoich wcześniejszych poczynań. Bohaterka uświadamia sobie uczucia do Forneya. Odwiedza go i wyznaje mu miłość. Oboje pobierają się w hipermarkecie Wal-Mart.